# ウォーリー・ウィンガート
ウォーリー・ウィンガート（Wally Wingert, 1961年5月6日 - ） は、アメリカ合衆国の男性声優。別名はウォレス・ウィンガート（Wallace Wingert）。悪役を得意とする。

## 人物
アイオワ州デモインで生まれ、サウスダコタ州育つ。16歳でラジオDJとしてデビュー。
俳優になる為、1987年にロサンゼルスに移住するが、「実写作品の演技に興味を失った」として声優の活動を開始。
SAG-AFTRA（旧：映画俳優組合・テレビラジオ芸能人連盟）会員。

## 出演作品
太字はメインキャラクター。

### テレビアニメ
出演年不明
- フューチュラマ（音声効果）
- Mission Hill（音声効果）

1998年
- アングリー・ビーバーズ（スキーマスクの男1、アナウンサー 他）

1999年
- キング・オブ・ザ・ヒル（学芸員、保安官）
- ファミリー・ガイ（グリンチ）
- ラグラッツ（エイリアン）

2000年
- ダイノゾーズ（ダイノセントロス、ソードサウルス）
- Harvey Birdman, Attorney at Law（ハッジ）
- ファミリー・ガイ（ドクター・キャプラン）

2001年
- インベーダー・ジム（レッド）
- デジモンテイマーズ
- トータリー・スパイズ!（セス、ランディ）
- トランスフォーマー・ロボッツ・イン・ディスガイズ（サイドバーン、ミラージ）

2002年
- はれときどきぶた（パパ）

2003年
- 頭文字D（中里毅）※TOKYOPOP版
- ジェニーはティーン☆ロボット（アナウンサー）

2004年
- アストロボーイ・鉄腕アトム（お茶の水博士、ヒゲオヤジ、青騎士、加田里、ハーレー、スカンク草井、カトウ、ナレーター 他）
- Harvey Birdman, Attorney at Law（アストロ、ジョージ）

2005年
- アメリカン・ダッド（ジェイ・レノ）
- 頭文字D Second Stage（中里毅）※TOKYOPOP版
- 金色のガッシュベル!!（ブラゴ、リュック、カマキリジョー、ダルタニアン教授、バリー、ベルン）
- NARUTO -ナルト-（カイザ、山城アオバ）

2006年
- ファミリー・ガイ（アナウンサー1）
- BLEACH（阿散井恋次、椿）

2007年
- デジモンセイバーズ（バンチョーレオモン、フライモン、クネモン）
- BLOOD+（アンシェル・ゴールドスミス、ネイサン、宮城ジョージ）
- 流星のロックマン（天地守）

2009年
- ザ・クリーブランド・ショー（男）
- ガーフィールド・ショー（ジョン・アーバックル）
- ファミリー・ガイ（オースティン・パワーズ）

2010年
- アベンジャーズ 地球最強のヒーロー（アントマン / ジャイアントマン / ヘンリー・ピム、モードック）
- チャウダー（バスドライバー）
- ファミリー・ガイ（ウォーリー）

2011年
- ザ・ペンギンズ from マダガスカル（アレックス）

2013年
- TIGER & BUNNY（ワイルドタイガー / 鏑木・T・虎徹）
- フィニアスとファーブ（モードック）

2014年
- ソニックトゥーン（キューボット）

2015年
- 美少女戦士セーラームーン（熊田雄一郎）※ビズメディア版

2016年
- ラストマン (ユーロマンガ)

2019年
- BORUTO-ボルト- NARUTO NEXT GENERATIONS（大筒木キンシキ）

### 劇場アニメ
2000年
- 80日間世界一周〜グローブ・ハンターズ〜（ラジ）

2005年
- デジモンフロンティア 古代デジモン復活!!（ピポグリフォモン）

2006年
- アントブリー（ハチ3）

2008年
- 劇場版 NARUTO -ナルト- 大興奮!みかづき島のアニマル騒動だってばよ（近衛兵）
- 劇場版BLEACH MEMORIES OF NOBODY（阿散井恋次）

2009年
- 劇場版BLEACH The DiamondDust Rebellion もう一つの氷輪丸（阿散井恋次）

2011年
- 劇場版BLEACH Fade to Black 君の名を呼ぶ（阿散井恋次）

2012年
- 劇場版BLEACH 地獄篇（阿散井恋次）

2013年
- 劇場版 TIGER & BUNNY -The Beginning-（ワイルドタイガー / 鏑木・T・虎徹）

2018年
- インクレディブル・ファミリー

2020年
- 海獣の子供（先生）

### OVA
2002年
- ピーター・パン2 ネバーランドの秘密（海賊パトリック）

2005年
- 頭文字D Extra Stage（中里毅）※TOKYOPOP版

2006年
- ファイナルファンタジーVII アドベントチルドレン（ルーファウス神羅）

2007年
- ガーフィールド3（ジョン・アーバックル、マイク）

2008年
- ガーフィールド・ザ・ヒーロー（ジョン・アーバックル）
- Turok: Son of Stone（ループグループボイス）

### ゲーム
2000年
- エスケープフロムモンキーアイランド（ハーマン）

2001年
- スター・ウォーズ スターファイター（リティ）

2002年
- コマンド&コンカー レネゲード（ニック・パーカー）

2003年
- Evil Dead: A Fistful of Boomstick

2004年
- Doom3
- テイルズ オブ シンフォニア（レミエル）
- 魔界英雄記 マキシモ マシンモンスターの野望（マキシモ）

2005年
- Quake 4
- Neopets: The Darkest Faerie（ドレイク）
- マダガスカル（アレックス）

2006年
- GOD HAND（金さん、銀さん）
- 金色のガッシュベル!! 激闘!最強の魔物達（リュック、ブラゴ、バリー）
- 金色のガッシュベル!! 友情タッグバトル2（ブラゴ、バリー）

2007年
- パワーレンジャー・スーパーレジェンズ（レッドライオン・ワイルドフォースレンジャー）
- BLEACH Wii 白刃きらめく輪舞曲（阿散井恋次）
- ラチェット&クランク FUTURE（ラスティ・ピート）

2008年
- マダガスカル2（アレックス）
- ラチェット&クランク FUTURE外伝海賊ダークウォーターの秘宝（ラスティ・ピート）

2009年
- G.I.ジョー（データフレーム）
- バットマン アーカム・アサイラム（リドラー / エドワード・ニグマ）
- en:Marvel: Ultimate Alliance 2（マルチプルマン）
- ラチェット&クランク FUTURE2（ラスティ・ピート）

2010年
- Kung Fu Magoo

2011年
- MARVEL VS. CAPCOM 3 Fate of Two Worlds（モードック）

2017年
- マーベル VS. カプコン:インフィニット（モードック）

### 吹き替え
- 30 Coins（2020年 - 2021年）

### 特撮
- パワーレンジャー・イン・スペース（1998年、サイコブルーの声[要出典]）※ノンクレジット
- パワーレンジャー・ロスト・ギャラクシー（1999年、サイコブルーの声）

### 実写映画
- バタリアン2（1977年、ゾンビ）
- バットマン & ロビン Mr.フリーズの逆襲（1997年、バイクの声）
- アルマゲドン（1998年、ハリー・スタンバー〈ブルース・ウィリス〉のボイスダブル）
- スクービー・ドゥー2 モンスター パニック（2004年、緑の目のガイコツ男の声）
- Doctor Shocker's Monster Campaign Ads 2012（2012年、ナレーター）
- アリス・イン・ワンダーランド/時間の旅（2016年、ハンプティ・ダンプティの声）
- チャパキディック（2018年、ニュースキャスターの声）

### テレビ映画
- HELP!おたすけエイリアンズ（1999年、エイリアンの声）
- ボガス・ウィッチ・プロジェクト（2000年、ゾンビ・チーフ）

### テレビドラマ
- TVキャスター マーフィー・ブラウン（1993年、ケルボの声及びパペット操作）
- Saved by the Bell: The New Class（1996年、ドン・ルイス）
- ドリュー・ケリー DE ショー!（1997年、オウムの声）
- スタートレック:ヴォイジャー（1999年、フェニムの声）
- Henry Danger（2017年）

### 舞台
出演年不明
- WHITE MERCEDES（ジョージ）
- THE MAGIC OF ANDREW LLOYD WEBBER（オペラ座の怪人）
- AMADEUS（1986年、モーツァルト）
- ユニバーサル・オーランド・リゾート・ビートルジュースのグレーブヤード・レビュー（1994年 - 1997年、ビートルジュース）

### CM
出演年不明
- ディズニー・カリフォルニア・アドベンチャー（テレビ・ラジオCMナレーション）
- ナイキ（ラジオCMナレーション）
- ヒュンダイ（ラジオCMナレーション）
- マーチン・ショート・ショー（オースティン・パワーズ）

1988年
- Freddy phone line（フレディ・クルーガー）

### その他
2000年
- Cinema Secrets（ナレーター）

2002年
- アメリカン・アイドル（ナレーター）
- Impact: Stories of Survival（ナレーター）
- Now See This （ナレーター）

2007年
- That's Gotta Hurt（ナレーター）

2008年
- Animating 'The Real Ghostbusters（ナレーター）

2009年
- ザ・ジェイ・レノ・ショー（サンタクロースの声）